# Antoni Rovira i Lecha
Antoni Rovira i Lecha, conegut com a Toni Rovira, (Barcelona, 21 d'agost de 1963) és un antic jugador d'hoquei sobre patins català de les dècades de 1980 i 1990.

## Trajectòria
Es formà a la Unió Esportiva Horta, fitxant més tard pel Cerdanyola CH, el CE Noia, on fou campió de lliga, i el Liceo HC, on guanyà nombrosos títols. El seu darrer club fou el CP Vilafranca, on jugà cinc temporades, retirant-se el 1998. Fou internacional amb Espanya en categories inferiors i amb la selecció absoluta entre 1988 i 1993. Fou campió del món el 1989 i segon als Jocs Olímpics de Barcelona 1992.

## Palmarès
CE Noia
- Copa d'Europa:
  - 1988-89
- Recopa d'Europa:
  - 1987-88
- Copa Continental:
  - 1988-89
- Lliga espanyola:
  - 1987-88

Liceo HC
- Copa d'Europa:
  - 1991-92
- Copa Continental:
  - 1989-90, 1991-92
- Copa Intercontinental:
  - 1993
- Lliga espanyola:
  - 1989-90, 1990-91, 1992-93
- Copa espanyola:
  - 1991

Espanya
- Campionat del Món:
  - 1989
- Copa de les Nacions:
  - 1991